# アレアンドロ・ロージ
アレアンドロ・ロージ（Aleandro Rosi), 1987年5月17日 - ）は、イタリア・ローマ出身のサッカー選手。ペルージャ・カルチョ所属。ポジションは右サイドのウイング、その攻撃力を活かしたサイドバックとしてもプレーする。

## 経歴

### ローマ
ユース時代にSSラツィオから同じローマに本拠を置くライバルであるASローマへと移籍した経験を持つ。2004-05シーズンにセリエAデビュー。2年目から徐々に出場機会を増やし、2006-07シーズンにはリーグ戦19試合に出場し、UEFAチャンピオンズリーグデビューも果たした。
2007-08、2008-09シーズンは、それぞれACキエーヴォ・ヴェローナ、ASリヴォルノ・カルチョとセリエBのクラブへのレンタルで経験を積んだ後、2009年夏にACシエーナへ共同保有で移籍。同クラブでは定位置を掴んだもののクラブはセリエB降格となり、2009-10シーズン終了後にローマへ復帰した。
2011年6月には、ローマがシエーナより全保有権を買い戻し、2011-12シーズンはルイス・エンリケ監督の下で21試合に出場した。

### パルマ
2012年8月、ローマとの契約を解消し、パルマFCと5年契約を結んだ。2014年1月21日、チームメイトの4人と共にUSサッスオーロ・カルチョに期限付き移籍した。

### ジェノア
2014年7月5日、テージェール・ダーニエルと交換される形でジェノアCFCに移籍。翌年2月2日、ACFフィオレンティーナにレンタルで加入した。2015-16シーズンにはセリエA初昇格を果たしたフロジノーネ・カルチョで右サイドバックのレギュラーを務めたが、クラブは1年で降格となった。翌シーズンはFCクロトーネへローンとなり、再びセリエA初昇格のクラブでプレーした。2017-18シーズンが終了すると、ジェノアとの契約を更新せずフリーとなった。

### ペルージャ
2019年2月5日、ペルージャ・カルチョへ2021年6月までの契約で移籍した。

## 代表歴
各アンダー世代でイタリア代表選出経験がある。

## タイトル
ローマ
- カンピオナート・プリマヴェーラ : 2004-05
- コッパ・イタリア : 2006-07
- スーペルコッパ・イタリアーナ : 2007

キエーヴォ
- セリエB : 2007-08